# 비즈니스 @ 생각의 속도
《비즈니스 @ 생각의 속도》(Business @ the Speed of Thought)는 1999년에 빌 게이츠와 콜린스 헤밍웨이가 쓴 책이다.